# Duque de Wellington
Duque de Wellington, derivado de Wellington, em Somerset, é um título hereditário e o ducado mais antigo do Pariato do Reino Unido. O primeiro detentor do título foi Arthur Wellesley, 1° Duque de Wellington, (1769–1852), o famoso general e estadista britânico - nascido na Irlanda - que, juntamente com Blücher, derrotou Napoleão Bonaparte na Batalha de Waterloo. Consequentemente, inqualificadas referências ao Duque de Wellington quase sempre se referem a ele. 

## História
Os títulos Duque de Wellington e Marquês Douro foram concedidos a Arthur Wellesley, 1° Marquês de Wellington no dia 11 de maio de 1814. Os títulos subsidiários do Duque de Wellington são:
- Marquês de Wellington (1812)
- Marquês Douro (1814)
- Conde de Mornington (1760 - mas só foi herdado pelos Duques de Wellington em 1863)
- Conde de Wellington (1812)
- Visconde Wellesley (1760 - herdado em 1863)
- Visconde Wellington (1809)
- Barão Mornington (1746 - também herdado em 1863)
- Barão Douro (1809)

O viscondado de Wellesley e a baronia e o condado de Mornington estão no Pariato da Irlanda. O restante está no Pariato do Reino Unido. Os Duques de Wellington também têm títulos estrangeiros: Príncipe de Waterloo (Reino Unido dos Países Baixos da dinastia de Orange, depois da batalha na parte que se tornaria Bélgica, em 1815), Duque de Ciudad Rodrigo (Espanha, 1812), Duque da Vitória, Marquês de Torres Vedras (Portugal, 1812) e Conde de Vimeiro (Portugal, 1811). Estes foram conferidos ao primeiro duque por seus serviços e por seu comando geral vitorioso na Guerra Peninsular (na Espanha e em Portugal) e na Batalha de Waterloo.
O sítio principal da família Wellesley é Stratfield Saye House, em Basingstoke, Hampshire. Apsley House, em Londres, pertence ao corpo público English Heritage, mas a família mantém um apartamento lá.

## Lista de Duques de Wellington (1814)
| Duque                                      | Duque | Nascimento | Casamento                                                                        | Morte                                                            |
| ------------------------------------------ | ----- | --- | -------------------------------------------------------------------------------- | ---------------------------------------------------------------- |
| Arthur Wellesley, 1.º Duque de Wellington  |       | 1 de maio de 1769 Dublin, Irlanda Filho de Garret Wesley, 1.º Conde de Mornington e Anne Hill-Trevor                      | Catherine Wellesley 1804 2 filhos (Arthur Richard Wellesley e Charles Wellesley) | 14 de setembro de 1852 (83 anos) Walmer                          |
| Arthur Wellesley, 2.º Duque de Wellington  |       | 3 de fevereiro de 1807 · Londres, Inglaterra · Filho de Arthur Wellesley, 1.º Duque de Wellington e · Catherine Wellesley | Elizabeth Wellesley 1839                                                         | 13 de agosto de 1884 (77 anos) Brighton                          |
| Henry Wellesley, 3.º Duque de Wellington   |       | 5 de abril de 1846 Casa Apsley, Londres Filho de Charles Wellesley e Augusta Pierrepont                                   | Evelyn Williams 1882                                                             | 8 de junho de 1900 (54 anos) Casa Stratfield Saye, Hampshire     |
| Arthur Wellesley, 4.º Duque de Wellington  |       | 15 de março de 1849 Londres Filho de Charles Wellesley e Augusta Pierrepont                                               | Kathleen Williams 1872 6 filhos                                                  | 21 de junho de 1934 (85 anos) Casa Stratfield Saye, Hampshire    |
| Arthur Wellesley, 5.º Duque de Wellington  |       | 5 de junho de 1876 Londres Filho de Arthur Wellesley, 4.º Duque de Wellington e Kathleen Williams                         | Lilian Coats 1909 2 filhos                                                       | 11 de dezembro de 1941 (65 anos) · Londres, Inglaterra           |
| Henry Wellesley, 6.º Duque de Wellington   |       | 14 de julho de 1912 Londres Filho de Arthur Wellesley, 5.º Duque de Wellington e Lilian Coats                             | –                                                                                | 16 de setembro de 1943 (31 anos) Salerno, Itália                 |
| Gerald Wellesley, 7.º Duque de Wellington  |       | 21 de agosto de 1885 Londres Filho de Arthur Wellesley, 4.º Duque de Wellington e Kathleen Williams                       | Dorothy Violet Ashton 1914 2 filhos                                              | 4 de janeiro de 1972 (86 anos) · Londres, Inglaterra             |
| Arthur Wellesley, 8.º Duque de Wellington  |       | 2 de julho de 1915 Roma Filho de Gerald Wellesley, 7.º Duque de Wellington e Dorothy Violet Ashton                        | Diana Wellesley 1944 5 filhos                                                    | 31 de dezembro de 2014 (99 anos) Casa Stratfield Saye, Hampshire |
| Charles Wellesley, 9.º Duque de Wellington |       | 19 de agosto de 1945 (80 anos) Windsor Filho de Arthur Wellesley, 8.º Duque de Wellington e Diana Wellesley               | Antônia da Prússia 1977 5 filhos                                                 |                                                                  |

O atual herdeiro aparente ao título é o filho do 9.º Duque de Wellington, Arthur Gerald Wellesley, Marquês Douro (nascido em 31 de janeiro de 1978). O filho e herdeiro do antecessor é Arthur Darcy Wellesley, Conde de Mornington (nascido em 4 de janeiro de 2010).

## Linha de sucessão
- Richard Wesley, 1.º Barão de Mornington (1690–1758)
  -  Garret Wesley, 1.º Conde de Mornington (1735–1781)
    -  Richard Wellesley, 2.º Conde de Mornington (1760–1842)
    -  William Wellesley-Pole, 3.º Conde de Mornington (1763–1845)
      -  William Pole-Tylney-Long-Wellesley, 4.º Conde de Mornington (1788–1857)
        -  William Richard Arthur Pole-Tylney-Long-Wellesley, 5.º Conde de Mornington (1813–1863)
        - The Hon. James Pole-Tylney-Long-Wellesley (1815–1851)

    -  Arthur Wellesley, 1.º Duque de Wellington, (1769–1852)
      -  Arthur Wellesley, 2.º Duque de Wellington, 6.º Conde de Morningtonn (1807–1884)
      - Charles Wellesley (1808-1858)
        -  Henry Wellesley, 3.º Duque de Wellington, 7.º Conde de Morningtonn (1846–1900)
        -  Arthur Wellesley, 4.º Duque de Wellington, 8.º Conde de Morningtonn (1849–1934)
          -  Arthur Wellesley, 5.º Duque de Wellington, 9.º Conde de Morningtonn (1885–1972)
          -  Henry Wellesley, 6.º Duque de Wellington, 11.º Conde de Morningtonn (1885–1972)
          -  Gerald Wellesley, 7.º Duque de Wellington, 10.º Conde de Morningtonn (1885–1972)
            -  Valerian Wellesley, 8.º Duque de Wellington, 12.º Conde de Morningtonn (1915–2014)
              -  Charles Wellesley, 9.º Duque de Wellington, 13.º Conde de Morningtonn (n. 1945)
                - (1) Arthur Wellesley, Marquês Douro (n. 1978)
                  - (2) Arthur Wellesley, Conde de Mornington (n. 2010)
                  - (3) Hon. Alfred Wellesley (n. 2014)

                - (4) Lord Frederick Wellesley (n. 1992)

              - (5) Lord Richard Wellesley (n. 1949)
              - (6) Lord John Wellesley (n. 1954)
                - (7) Gerald Wellesley (n. 1981)

              - (8) Lord James Wellesley (n. 1956)[1]
                - (9) Oliver Wellesley (n. 2005)

          - Lord George Wellesley (1889–1967)
            - Richard Wellesley (1920–1984)
              - John Wellesley (1962–2009)
                - (10) Thomas Wellesley (n. 2000)

    - Gerald Wellesley (1770–1848)
      - Arthur Richard Wellesley (1804–1830)
      - William Wellesley (1813–1888)
        - Arthur Wellesley (1850–1893)
          - Garret Wellesley (1880–1915)

        - Gerald Wellesley (1852–1914)
          - Cyril Wellesley (1879–1915)
          - Frederick Wellesley (1880–1955)
            - Frederic Wellesley (1908–1978)

        - Edmond Wellesley (1858–1886)
          - Gerald Wellesley (1885–1933)
            - Edmund Wellesley (1919–1944)
            - Philip Wellesley (1921–1992)

          - Edmond Wellesley (1886–1916)

        - Herbert Wellesley (1867–1905)
          - Ronald Wellesley (1894–1914)
          - Eric Wellesley (1896–1915)

      - George Wellesley (1814–1901)

    -  Henry Wellesley, 1.º Barão de Cowley (1773–1847)
      -  Henry Wellesley, 1.º Conde de Cowley (1804–1884)
        -  William Wellesley, 2.º Conde de Cowley (1834–1895)
          -  Henry Wellesley, 3.º Conde de Cowley (1866–1919)
            -  Christian Wellesley, 4.º Conde de Cowley (1890–1962)
              -  Denis Wellesley, 5.º Conde de Cowley (1921–1968)
                -  Richard Wellesley, 6.º Conde de Cowley (1946-1975)

              -  Garret Wellesley, 7.º Conde de Cowley (1934–2016)
                -  Graham Wellesley, 8.º Conde de Cowley (b. 1965)
                  - (11) Henry Wellesley, Viscount Dangan (b. 1991)
                  - (12) The Hon. Bertram Wellesley (b. 1999)

              - (13) The Hon. Brian Wellesley (b. 1938)

            - The Hon. Henry Wellesley (1907–1981)
              - (14) Henry Wellesley (b. 1970)
                - (15) Jay Wellesley (b. 2001)

              - (16) Richard Wellesley (b. 1972)

      - The Hon. William Wellesley (1806–1875)
        - Gerald Wellesley (1846–1915)
          - Gerald Wellesley (1885–1961)
            - Julian Wellesley (1933–1996)
              - (16) William Wellesley (b. 1966)

            - (17) Julian Wellesley (b. 1997)
            - (18) George Wellesley (b. 2007)

      - The Hon. Gerald Valerian Wellesley (1809–1882)
        - Albert Wellesley (?–?)

1. ↑  Wellesley, Jane (2008). A Journey Through My Family. [S.l.]: Weidenfeld & Nicolson. ISBN 978-0-297-85231-5